# Amephana aurita
Amephana aurita là một loài bướm đêm trong họ Noctuidae.